# Classe Jingei
La classe Jingei (迅鯨型潜水母艦, Jingei-gata Sensuibokan) est une classe de ravitailleur de sous-marins de la Marine impériale japonaise construite entre 1922-24 (plan Flotte huit-huit) et ayant servi durant la Seconde Guerre mondiale.

## Arrière-plan
La Marine prévoyait de construire plus de 100 sous-marins dans le cadre du plan de Flotte huit-huit ainsi que des navires de soutien nécessaires aux futurs sous-marins. La classe Jingei a été planifiée pour cette raison. Les navires devaient servir de navire amiral dans une division de 9 sous-marins de type Kaichū (en).

## Conception
La Marine prévoyait de construire des navires de 14 500 tonnes, mais le Traité maritime de Washington stipulait des navires jaugeant au maximum 8 500 tonnes. Ce traité devait avoir un impact important sur l'industrie japonaise, notamment sur construction navale. La Marine japonaise avait l'intention de développer une grande flotte navale, mais selon les stipulations du traité, la taille de la flotte destinée devait être considérablement réduite. En conséquence, de nombreuses entreprises de construction navale eurent des difficultés financières.
Les navires ont été construits par la société Mitsubishi Heavy Industries, l'empêchant de souffrir de difficultés financières qui frappèrent de nombreuses entreprises à cette époque. La Marine recycla huit chaudières à charbon / huile de classe Tosa pour le développement de la classe Jingei. Les ingénieurs de Mitsubishi travaillèrent sur la conception pour faire en sorte que le déplacement ne dépasse pas 8 000 tonnes. En contrepartie, la vitesse maximale a été augmentée de 2,5 nœuds.
Lors de la conception de la classe Katori, les ingénieurs ont mis en place de nombreuses innovations de conception qui furent développées pendant la création de la classe Jingei. En conséquence, les caractéristiques des croiseurs de la classe Katori ressemblaient aux ravitailleurs de sous-marins Jingei.

## Service
Le Jingei et son sister-ship, le Chōgei, reprirent les fonctions des ravitailleurs Karasaki (en) et Komahashi. Néanmoins, ils ne pouvaient pas soutenir les sous-marins de classe Kaidai, cette mission était confiée aux croiseurs de classe Kuma et Nagara.
En 1934, les deux navires sont convertis en navires de formation. À la suite de l'incident du Tomozuru (en) qui s'est produit le 13 mars 1934, tous les navires de la Marine japonaise ont fait l'objet d'une inspection et d'une rénovation des défauts de conception pouvant faire chavirer le navire. Les travaux de rénovation du Jingei se sont déroulées en novembre 1934 à l'Arsenal naval de Sasebo. La révision du Chōgei a débuté en octobre 1935 à l'Arsenal naval de Kure. Les deux navires ont été équipés de nouveaux réservoirs de ballast et de pompes de cale.
Le 15 novembre 1940, les deux navires sont renvoyés au Commandement de la Division des Sous-marins où ils remplacent le Takasaki et le Tsurugizaki, tous deux convertis en porte-avions. Le Jingei a été affecté dans la 4th Fleet et le Chōgei dans la 6th Fleet.

## Navires de la classe
| Navire             | Photo | Constructeur                | Quille posée    | Lancé        | Mise en service | Fait                                                                            |
| ------------------ | ----- | --------------------------- | --------------- | ------------ | --------------- | ------------------------------------------------------------------------------- |
| Jingei (en) (迅鯨) |       | Mitsubishi Heavy Industries | 16 février 1922 | 4 mai 1923   | 30 août 1923    | Coulé par des avions à Okinawa le 10 octobre 1944. Renfloué et démoli en 1952.  |
| Chōgei (en) (長鯨) |       | Mitsubishi Heavy Industries | 11 mars 1922    | 24 mars 1924 | 2 août 1924     | Retiré du service le 15 octobre 1945. Vendu pour la ferraille le 1er mars 1947. |